# Desastres naturais no Rio de Janeiro em março–abril de 2022
Os desastres naturais no Rio de Janeiro em março–abril de 2022 referem-se aos diversos eventos climáticos ocorridos no estado do Rio de Janeiro que iniciaram-se na quinta-feira, 31 de março.

## Acontecimentos
Uma frente fria que se chocou com o ar mais quente foi a causa dos intensos temporais.
As chuvas começaram no inicio da noite do dia 31 de março. No bairro de Guaratiba, localizado na zona oeste do Rio de Janeiro, foram registrados 256 mm de chuva nas 24 horas entre o dia 31 março e o dia 1 de abril, sendo o maior índice desde 2019. As fortes chuvas fizeram a cidade ficar em um estágio de alerta, que é o quarto numa escala de cinco níveis. Houve diversos alagamentos pela cidade, inclusive em vias historicamente suscetíveis, como a Praça da Bandeira, a Avenida Maracanã, na Zona Norte; os bairros do Catete e Laranjeiras na Zona Sul e a região de Rio das Pedras, na Zona Oeste. Os alagamentos também foram potencializados pelo excesso de lixo nas ruas e calçadas. Funcionários da Comlurb haviam entrado em greve dias antes da tormenta. Por conta do evento, o levante havia sido suspenso temporariamente para que a capital fosse novamente limpa, mas assim que as chuvas cessaram, eles retomaram o estado de paralisação.
Já na região da Costa Verde, as chuvas mais fortes ocorreram durante a noite do dia 1º e a madrugada do dia 2 de abril, que acabaram causando alagamentos e diversos deslizamentos de terra. Em 48 horas, entre 31 de março e 2 de abril, Paraty registrou 300 mm de chuva. A cidade chegou a ficar isolada por conta dos deslizamentos na Rodovia Rio-Santos e na RJ-155, únicos acessos ao município, contudo foram desobstruídas parcial ou totalmente após a chegada de oficiais do Exército Brasileiro. Já a cidade de Angra dos Reis, registrou 655 mm no continente e 592 mm na Ilha Grande, sendo o maior índice registrado na história. As cidades estão arrecadando doações para as áreas atingidas pelo temporal. e o Governo Federal anunciou um aporte mínimo de R$ 2,7 milhões as duas localidades.
Na Baixada Fluminense, também houve um grande índice pluviométrico, com registros acima de 200 mm na cidade de Belford Roxo e 156 mm em Nova Iguaçu. O alto volume de chuva deixou muitos alagamentos nas cidades.

## Vítimas
Os fortes temporais deixaram ao menos 21 pessoas mortas e 3 desaparecidas. Em Paraty, foram oito pessoas da mesma família vitimadas pelos deslizamentos de terra, enquanto em Angra dos Reis, onze pessoas morreram.
Já em Mesquita, na Baixada Fluminense, um homem morreu atingido por uma descarga elétrica, e em Cachoeiras de Macacu, uma mulher morreu após ser levada por uma correnteza.